# Robert Załęski
Robert Załęski (ur. 1 marca 1969 w Częstochowie) – były polski piłkarz, grający na pozycji pomocnika.

## Kariera
Załęski jest wychowankiem Rakowa Częstochowa. W 1986 roku awansował do drużyny seniorów. W sezonie 1994/1995 zadebiutował w I lidze. Ogólnie na najwyższym polskim szczeblu rozgrywek zagrał 97 meczów. Po sezonie 1997/1998 opuścił Raków, przenosząc się do KS Myszków. Następnie grał w klubach z niższych lig. Karierę zakończył w 2007 roku w Sokole Olsztyn.
W latach 2008–2010 był członkiem zarządu Rakowa Częstochowa.
W 2021 r. został wybrany przez redakcję portalu igol.pl do jedenastki stulecia Rakowa.

## Statystyki ligowe
| Sezon         | Klub                  | Liga           | Mecze | Gole |
| ------------- | --------------------- | -------------- | ----- | ---- |
| 1986/1987     | Raków Częstochowa     | III liga       | ?     | ?    |
| 1987/1988     | Raków Częstochowa     | III liga       | ?     | ?    |
| 1988/1989     | Raków Częstochowa     | III liga       | ?     | ?    |
| 1989/1990     | Raków Częstochowa     | III liga       | ?     | ?    |
| 1990/1991     | Raków Częstochowa     | II liga        | 37    | 4    |
| 1991/1992     | Raków Częstochowa     | II liga        | 32    | 1    |
| 1992/1993     | Raków Częstochowa     | II liga        | 32    | 2    |
| 1993/1994     | Raków Częstochowa     | II liga        | 31    | 0    |
| 1994/1995     | Raków Częstochowa     | I liga         | 21    | 0    |
| 1995/1996     | Raków Częstochowa     | I liga         | 32    | 0    |
| 1996/1997     | Raków Częstochowa     | I liga         | 30    | 1    |
| 1997/1998     | Raków Częstochowa     | I liga         | 14    | 0    |
| 1998/1999 (j) | KS Myszków            | II liga        | 2     | 0    |
| 1998/1999     | Unia Skierniewice     | III liga       | ?     | ?    |
| 1999/2000     | Warta Zawiercie       | III liga       | ?     | ?    |
| 2000/2001 (j) | Warta Zawiercie       | III liga       | ?     | ?    |
| 2000/2001 (w) | Sparta Szczekociny    | klasa okręgowa | ?     | ?    |
| 2002/2003 (w) | Orzeł Kiedrzyn        | klasa okręgowa | ?     | ?    |
| 2004/2005 (j) | Orzeł Babienica/Psary | klasa okręgowa | ?     | ?    |
| 2004/2005 (w) | Victoria Częstochowa  | klasa okręgowa | ?     | ?    |
| 2005/2006     | Victoria Częstochowa  | klasa okręgowa | ?     | ?    |
| 2006/2007 (w) | Sokół Olsztyn         | klasa A        | ?     | ?    |

## Sukcesy

### Klubowe

#### Raków Częstochowa
- Mistrzostwo grupy III ligiː 1989/1990
- Mistrzostwo grupy II ligiː 1993/1994